# Matayba arborescens
Espèce
Synonymes
Selon Tropicos (9 juin 2024)
- Matayba venezuelana Steyerm.
- Sapindus arborescens Aubl.

Selon GBIF (9 juin 2024)
- Cupania aubletii Miq.
- Cupania discolor Vahl
- Cupania laevigata Rich.
- Matayba venezuelana Steyerm.
- Monopteris guianensis Klotzsch
- Sapindus arborescens Aubl.
- Sapindus microcarpus D.Dietr.

Matayba arborescens est une espèce d'arbre d'Amérique du sud, appartenant à la famille des Sapindaceae. Il s'agit de l'espèce type du genre Matayba.
Il est connu au Suriname sous les noms de Basrakromantiehoedoe, Gauetrie, Kwassiewassitikie, Se-gowtrie, Warrimca, Witte-gauetrie, et en Guyane comme Encens (créole) ou Kalima (wayãpi).

## Description
Matayba arborescens est un petit arbre haut de 3 à 12 m.
Les tiges sont pubérulentes ou tomentulacées, glabrescentes avec l'âge.
Les feuilles sont paripennées.
Le pétiole et le rachis sont longs de (5,5)7-10(20) cm, légèrement anguleux.
Les pétiolules sont longs de 4-7 mm, pubérulents, élargis à la base.
Les (4)6(8) folioles sont alternes, charbonneuses, glabres, elliptiques ou oblongues-elliptiques, 8-17(23) x 4-6,2(7) cm, la base aiguë à obtuse, parfois légèrement asymétrique, l'apex obtus ou moins souvent brusquement acuminé en une pointe obtuse, rétuse, les marges crénelées.
La nervation est proéminente sur la surface abaxiale, généralement plus foncée que le limbe ; veines tertiaires réticulées.
Les thyrses sont axillaires ou distaux, 10-25 cm de long, paniculés.
Les axes sont tomentuleux, légèrement anguleux.
Les fleurs sont en dîchasie composée ou simple.
Les pédicelles sont longues d'environ 1 mm.
Le calice est vert, tomenluleux, en forme de coupe, long de 0,6-1 mm, les lobes triangulaires, longs de 0,4-0,5 mm.
Les pétales sont blancs, rhomboïdes, griffus, longs d'environ 0,5 mm, peu tomenteux, avec un seul appendice séricicé-tomenteux qui est deux fois plus long que le pétale, et qui est fusionné à la base du pétale pour former une poche.
Le disque est pubérulent.
Les 8 étamines, sont longues d'environ 3 mm, les filets tomenteux sur la majeure partie de leur longueur.
L'ovaire est appressé-pubescent.
La capsule est glabre, rougeâtre, stipe, légèrement aplaties, à contour cordiforme, rétrécie à l'apex, biloculaire (troisième locule rudimenlaire) ou moins souvent 3-loculaire, 1,3-1,5 cm de long (y compris un stipe de 3-5 mm de long) 
Le péricarpe est coriace.
L'endocarpe est glabre.
La graine est brun foncé à noire, ellipsoïde, d'environ 7 mm de long, presque entièrement recouverte d'un arille blanc,. 

En 1952, Lemée propose la description suivante de Matayba arborescens :

« M. arborescens Radlk. (Sapindus a. Aubl.). Arbrisseau ou arbre à jeunes rameaux tomenteux-jaunâtres puis glabres ; feuilles en général à 3-4 paires de folioles subopposées étroitement oblongues pu lanoéolées acuminées, en coin à la base, entières, finement èhartacées, souvent plus ou moins roussâtres en dessus, à 9-15 paires de nervures latérales, pétiolule renflé à la base ; panicules tomenteuses ou pubérulentes subégales aux feuilles ou plus courtes ; fleurs pédicellées, écailles dépassant les pétales ; capsule de 12-14 mm. sur 7-8, stipitée ellipsoïdale 3-10bée, carpelles arrondis au sommet, souvent carénés, rouges divergents au sommet, glabres en dedans. - Cayenne, Kourou. »

— Albert Lemée, 1952.

## Répartition
Matayba arborescens est largement répandu de la Colombie au Brésil en passant par le  Venezuela, Trinidad, le Guyana, le Suriname, la Guyane, le Pérou et la Bolivie.

## Écologie
L'écologie de Matayba arborescens pousse dans les forêts galeries de basse altitude et les savanes, et au Venezuela dans les Îlots de savane arborée ou lisières de savane, forêts-galeries, forêts inondées, et bords de route humides, à 100-800 m d'altitude.

## Usages
Matayba arborescens aurait des propriétés anti-cancéreuses.

## Protologue

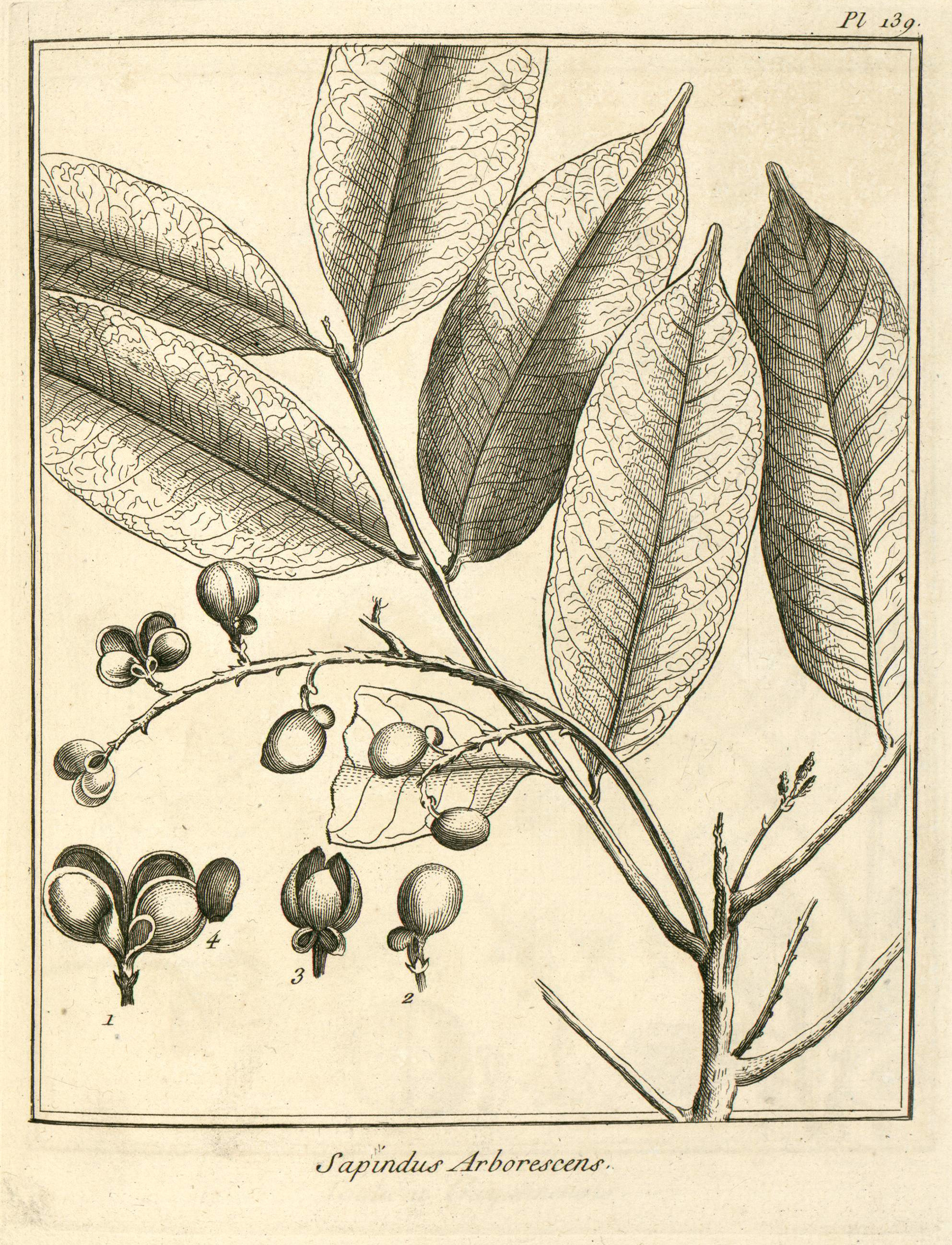
Matayba arborescens par Aublet (1775) 1. Fruit a capſule double. - 2. Fruit a capſule ſimple. - 3. Capſule ouverte avec une capſule avortée. Semence. - 4. Semence.

En 1775, le botaniste Aublet a décrit Matayba arborescens sous le nom de Iroucana arborescens, et en a proposé le protologue suivant : 

« 2. SAPINDUS (arboreſcens) fructu parvo, rubro. (TABULA 139.)
Arbor trunco ſeptem aut octo-pedali, ad ſummitatem ramoſo. Folia alterna, pinnata ; foliolis ovatis, acutis, integerrimis, glabris, trijugatis, ſubſeſſilibus, coſtæ utrinque adnexis. Fructus racemoſi, axillares, utin præcedenti, ſed minores & ejufdem colons.
Fructum ferebat Maio, & florere incipiebat.
Habitat in ſylvis prope amnem Galibienſem.
Nomen Caribæum MACACA-APA-IPOU.

LE SAVONIER à petit fruit. (PLANCHE 139.)
Cet arbre reſſemble au précédent par ſes fruits qui ſont de la même conformation. Son tronc s'élève & ſept à huit pieds de hauteur, ſur huit à neuf pouces de diamètre. Son écorce eſt raboteuſe, griſâtre. Son bois eſt blanchâtre. Il pouſſe à ſon ſommet des branches noueuſes, rameuſes, qui ſe répandent en tous ſens. les rameaux ſont garnis de feuilles alternes, ailées, à deux rangs de folioles alternes, portées ſur une côte ligneuſe, convexe en deſſous, & creuſée en une large gouttiere en deſſus. Elle eſt renflée à ſa naiſſance, & terminée en pointe à ſon extrémité. Le nombre des folioles eſt de trois de chaque côte. Elles ſont liſſes, fermés, entières, vertes, ovales, terminées par une longue pointe ; leur pédicule eſt court. Les plus grandes ont ſix pouces de longueur, ſur deux de largeur. De l'aiſſelle des feuilles fort une grappe de fleurs, dont je n'ai pas pu déterminer le caractère à cauſe qu'elles n'étoient point encore développées, & qu'elles ſont très petites. Je n'ai pu voir que la grappe de fruit.
Ce fruit eſt une capsule ſimple ou double, avec une coque avortée. La capſule eſt plus petite que celle du précédent, & elle eſt rouge, ovoïde ; on l'a repréſentée de grandeur naturelle, de même que la grappe des fleurs naiſſantes.
Cet arbre eſt nommé MACA-APA-IPOU par les Galibis. Il croît dans les grandes forêts qui bordent la crique des Galibis. Il étoit en fruit dans le mois de Mai, & commencoit a pouſſer des grappes à fleurs. »

— Fusée-Aublet, 1775.